# Риканда
Ри́канда (в верховье — Э́ргеме; устар. Эрмес; латыш. Rikanda, Rikande, Rikarde, Ērģeme) — река в Латвии, правый приток верхнего течения Седы в бассейне Салацы. Течёт по территории Эргемской и Валкской волостей Валкского края на севере страны.
Длина реки составляет 24 км. Площадь водосборного бассейна равняется 100 км² (по другим данным — 108 км²). Объём годового стока — 0,025 км³. Уклон — 1,5 м/км, падение — 35 м.
Риканда начинается на высоте 82 м над уровнем моря в полях севернее села Омули. Течёт в основном на юго-восток по Эргемскому всхолмлению. В среднем течении пересекает Эргеме. В бассейне много лесов. Устье Риканды находится в 45 км по правому берегу Седы на высоте 46,8 м над уровнем моря, западнее Лугажей.
Притоки: Гаумерупе, Стинце (Пуджурга), Ольупе, Жукупе.